# روملو بتانکورت
روملو بتانکورت (انگلیسی: Rómulo Betancourt; زاده ۲۲ فوریهٔ ۱۹۰۸ – درگذشته ۲۸ سپتامبر ۱۹۸۱) روزنامه‌نگار، و سیاستمدار اهل ونزوئلا بود. از ۱۹۴۵ تا ۱۹۴۸ و دوباره از سال ۱۹۵۹ تا ۱۹۶۴ به عنوان رئیس‌جمهور ونزوئلا بود و به عنوان پدر دموکراسی ونزوئلا شهرت دارد و همچنین به عنوان رهبر حزب سیاسی برتر در قرن بیستم خدمت کرد. بتانکورت یکی از مهم‌ترین چهره‌های سیاسی، حرفه‌ای و جنجالی در زمینه سیاست در تاریخ آمریکای‌لاتین به‌شمار می‌رود. در مدت زمانی که بتانکورت در تبعید بود در تماس با کشورهای مختلف آمریکای لاتین و همچنین ایالات متحده آمریکا قرار داشت و به حفظ میراث خود به عنوان یکی از برجسته‌ترین رهبران بین‌المللی برای ظهور در قرن بیستم در آمریکای‌لاتین پرداخت. رهبران مشهور جهان بتانکورت را به عنوان رهبر اصلی جمهوری دموکراتیک مدرن امروزی به رسمیت شناختند.

## نگارخانه

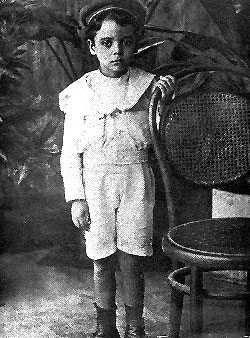
دوران کودکی روملو بتانکورت
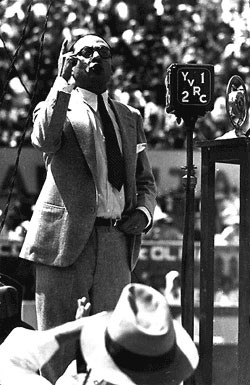
روملو بتانکورت ۱۹۳۶
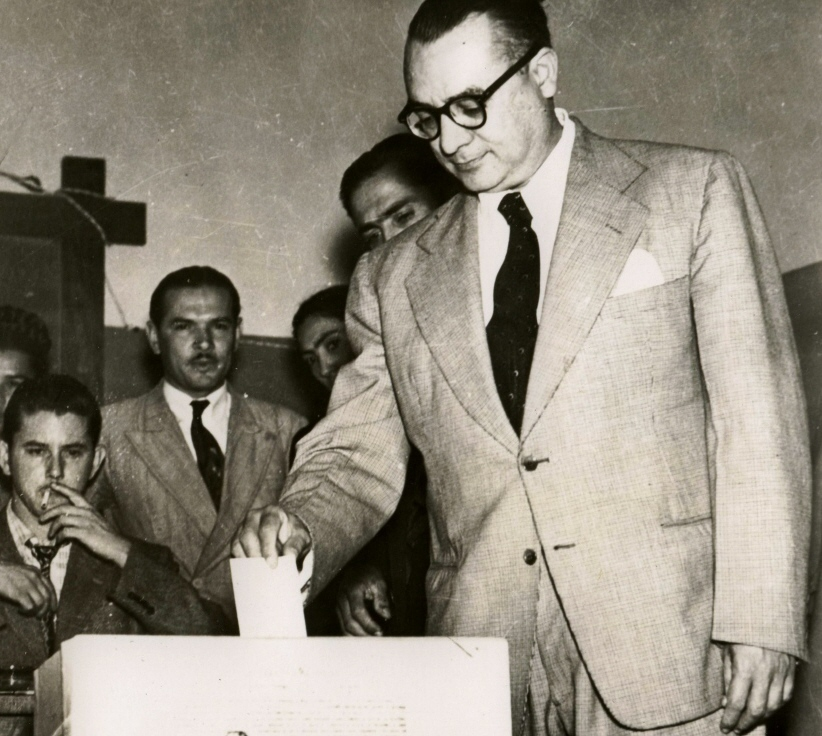
رای دادن روملو بتانکورت در انتخابات مجلس مؤسسان ونزوئلا در سال ۱۹۴۶
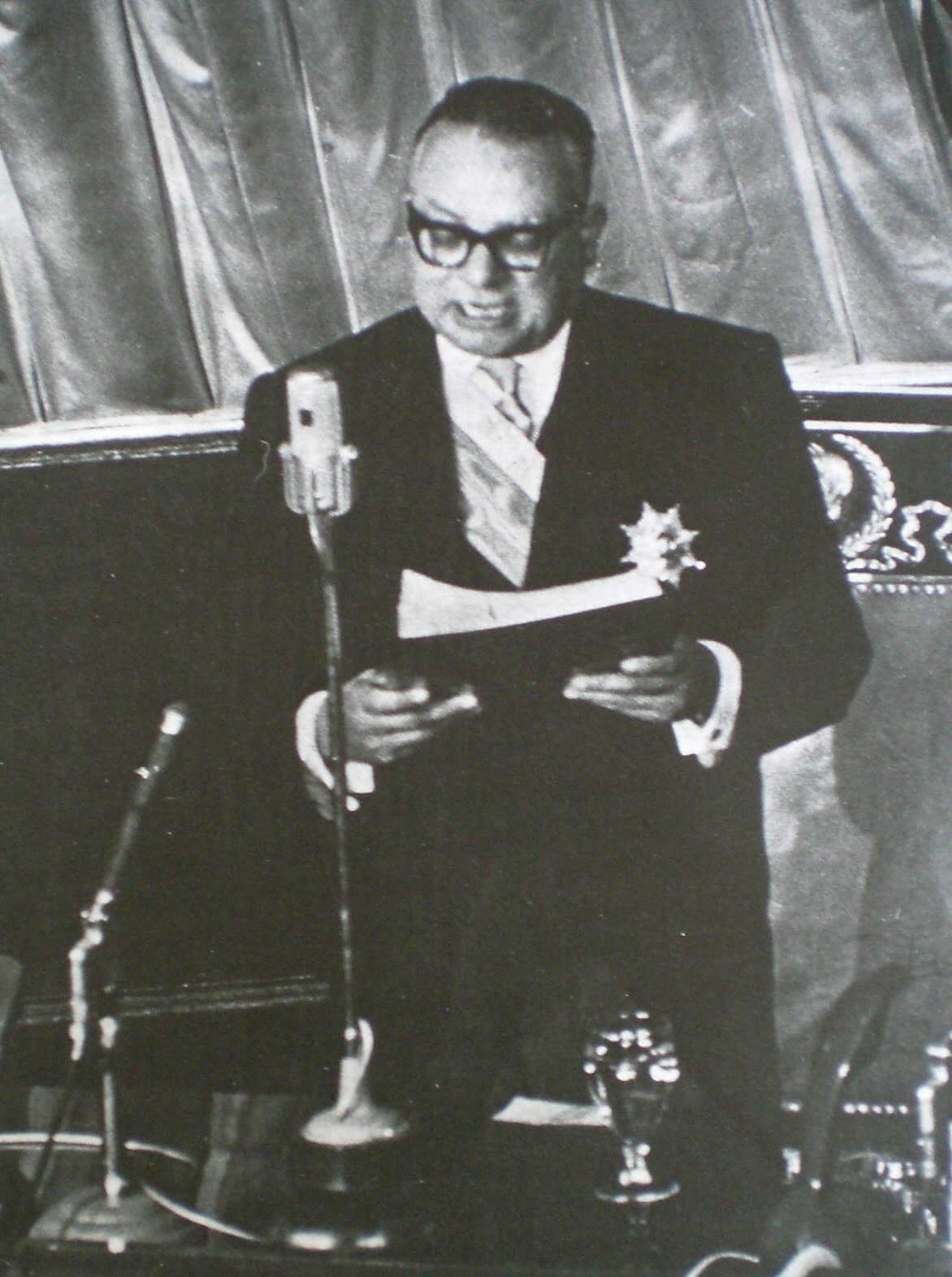
سخنرانی افتتاحیه بتانکورت در ۱۹۵۹
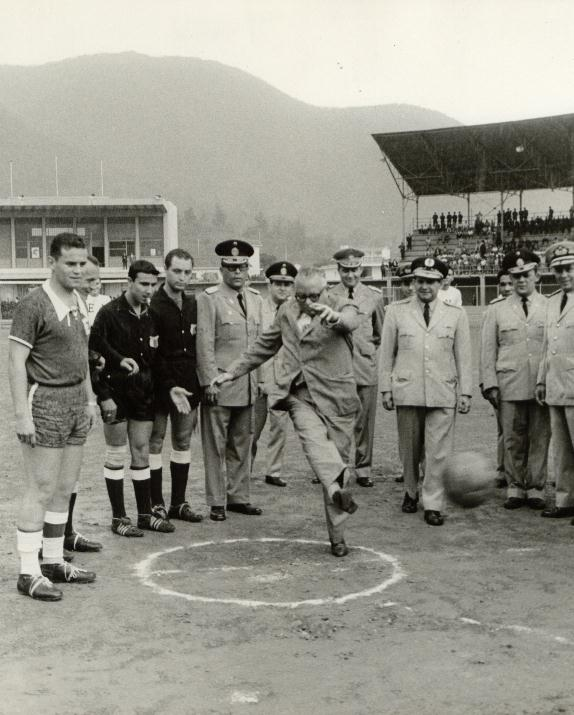
بتانکورت در زمین فوتبال ۱۹۶۰